# Мидл-Айленд (Сент-Китс и Невис)
Мидл-Айленд (англ. Middle Island) — город в Сент-Китс и Невисе. Административный центр округа Сент-Томас-Мидл-Айленд.

## География
Находится на западе острова Сент-Китс. Располагается в 11 км к северо-западу от столицы — города Бастер. Высота над уровнем моря — 14 м.

### Климат
По Классификации климатов Кёппена, климат здесь определяется как Aw — тропический климат с сухой зимой и дождливым летом. Температура здесь в среднем 26,2 °C. Среднегодовая норма осадков — 910 мм.